# Jean-Pierre Simonini
Pour les articles homonymes, voir Simonini.
Jean-Pierre Simonini né le 16 juin 1974 en Corse est un pilote français professionnel de motomarine (jet-ski).

## Biographie
Depuis 2004, il a ouvert une base nautique de jet-ski et de bateaux, située dans le Golfe de Lava, près d'Ajaccio, en Corse-du-Sud, sur la commune d'Alata.

## Palmarès
- 4 fois champion de France

2008
- Vice champion du monde

2004
- Champion du monde RUNABOAT F1 IJSBA

2001
- Vice champion d'Europe